# Controleur (Binnenlands Bestuur)
Een controleur BB (Binnenlands Bestuur) was een bestuurlijke functie en maakte deel uit van het plaatselijk bestuur in Nederlands-Indië. De functie was vergelijkbaar met de huidige functie van burgemeester van een Nederlandse gemeente.
Vóór de benoeming tot controleur was de ambtenaar eerst aangesteld tot gewoon ambtenaar van de burgerlijke stand (ABS), ter beschikking gesteld van de Directeur van Binnenlands Bestuur en benoemd tot assistent-controleur. Voor zijn werkzaamheden werd hij geplaatst in een residentie. Bij voldoende ervaring en gebleken geschiktheid kon hij benoemd worden tot controleur, aanvankelijke 3e klasse en doorlopend tot 1e klasse. Na rechtenstudie en bij voldoende ervaring en geschiktheid kon hij doorstromen naar assistent-resident en daarna naar resident en gouverneur.

## Taken
De taken van de controleur bestonden uit onder andere:
- Het bijstaan van de (assistent-)resident.
- Functies uitvoeren van gewoon ambtenaar van de burgerlijke stand.
- Waarnemen van het Openbaar Ministerie bij het residentie-gerecht; indien hiertoe benoemd: plaatsvervangend landrechter.
- Uitvoeren van eventuele nevenfuncties, zoals voorzitterschap van een plaatselijke vereniging.
- Voeren van het notariaat, indien geen er geen notaris was aangesteld binnen zijn werkgebied.

## Opleiding en vereisten
- HBS
- Kennis van het adatrecht
- Beheersing van de taal (Maleis) en kennis van de (plaatselijke) volksgebruiken